# Filantropía de BTS
La banda boyband coreana, BTS, es conocida por sus esfuerzos filantrópicos. Varios miembros de la banda han sido incluidos en prestigiosos clubes de donaciones, como el UNICEF Honors Club y el Green Noble Club, en reconocimiento al tamaño y la frecuencia de sus donaciones.

## Historia

### 2015-2017: Primeras contribuciones e inicio de Love Myself
En 2015 proporcionó siete toneladas (7000 kg) de arroz a la beneficencia en la ceremonia de apertura de K-Star Road celebrada en Apgujeong-dong. El año siguiente participó con la empresa Naver en la misión colaborativa de ALLETS Let's Share the Heart, con el fin de recolectar donativos para LISA, una entidad médica coreana que promueve la donación de órganos y de sangre.
En enero de 2017, BTS y Big Hit entregaron cien millones de wones (85 000 USD) a la organización 4/16 Sewol Families for Truth and A Safer Society, relacionada con las familias del desastre de Ferry Sewol de 2014. Cada miembro aportó diez millones de wones, mientras que Big Hit sumó otros treinta millones. Más tarde ese año, el grupo comenzó oficialmente –en conjunto con el Comité Coreano de Unicef– su campaña Love Myself, una iniciativa dedicada a financiar diversos programas sociales para prevenir la violencia contra niños y adolescentes y proveer apoyo a las víctimas.

### 2018-presente: Otras actividades
En abril de 2018, BTS intervino, junto con otras celebridades, en «Dream Still Lives», un tributo de Stevie Wonder a Martin Luther King Jr. En junio cooperó con un aporte al fondo de construcción de un hospital para ELA, en tanto que en septiembre asistió a la 73.ª Asamblea General de las Naciones Unidas para el lanzamiento del plan «Juventud 2030: Estrategia de las Naciones Unidas para la Juventud» y su correspondiente campaña de Unicef «Generación sin límites», cuyo objetivo es «ofrecer educación de calidad y entrenamiento para los adolescentes». El líder del grupo, RM, dio un discurso de seis minutos en inglés, en representación de la banda, en el que habló sobre aceptarse a uno mismo y de Love Myself. BTS fue elegido debido a su impacto en la cultura de los jóvenes a través de su música y mensajes sociales, aportes filantrópicos y su popularidad entre las personas de 15 a 25 años de edad.
En enero de 2020, Starbucks Corea se asoció con la banda para la iniciativa «Be the Brightest Stars», que incluía bebidas de edición limitada, comida y mercancía exclusiva para Corea del Sur. Una parte de las ganancias se destinó a programas de desarrollo educativo y de formación profesional para jóvenes desfavorecidos como parte del proyecto The Beautiful Foundation's Opportunity Youth Independence. En ese mismo mes, el grupo participó en la subasta benéfica de los Grammy, en la que se remató un set de siete micrófonos que sus integrantes usaron durante su gira mundial Love Yourself. Se vendió por 83 000 USD (la oferta más alta del evento) y todos los ingresos se concedieron a MusiCares, una organización sin fines de lucro que se enfoca en cuestiones de servicio humano que afectan a la salud y el bienestar de la comunidad musical. En junio, BTS y Big Hit Entertainment donaron 1 millón USD a Black Lives Matter, una de las mayores contribuciones por parte de una celebridad para el movimiento, que surgió a raíz del asesinato de George Floyd; los fanáticos de BTS igualaron ese monto en 24 horas. Posteriormente, la banda apoyó a la caridad Crew Nation de Live Nation con 1 millón USD para ayudar al personal de la empresa durante la pandemia de COVID-19.
Con la extensión de la pandemia en 2021, el grupo colaboró nuevamente con MusiCares el 29 de enero mediante la concesión de los trajes que sus miembros vistieron en el video musical de «Dynamite», con los que se previó que se recaudaría alrededor de 20 000 y 40 000 USD. Finalmente se subastaron por 162 500 USD, ocho veces las estimaciones originales, y fueron los ítems con el precio más alto. En marzo, el grupo cedió los siete atuendos utilizados en el video de «Life Goes On» a la subasta benéfica de los Grammy, presentada por Charitybuzz. Se valoraron en 30 000 USD en la licitación, que se realizó entre el 8 y 23 de marzo. Todas las retribuciones se asignaron a los programas de educación musical de la Fundación del Museo Grammy.

## Love Myself

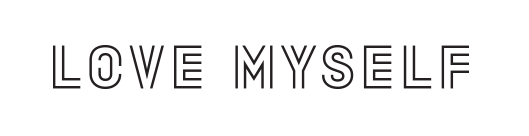
Logo de la campaña antiviolencia de BTS Love Myself

La campaña Love Myself fue lanzada el 1 de noviembre de 2017 en asociación con el Comité Coreano de UNICEF. La idea de la campaña fue presentada por el grupo como una colaboración a #ENDviolence, una campaña global de UNICEF cuyo objetivo es la protección de los jóvenes, para que puedan vivir sin el miedo a la violencia. Promueve el hashtag #BTSLoveMyself en diferentes redes sociales, el cual motiva a sus seguidores a publicar fotos de ellos mismos como muestra de amor propio. Contribuyó con quinientos millones de wones (448 000 USD) y el 100 % de todas las ventas de la mercancía diseñada para Love Myself por los próximos dos años, a más de las colectas de los puntos de donación instalados por Unicef. Asimismo, cedió a la causa el 3 % de los ingresos por cada álbum de la serie Love Yourself (Love Yourself: Her, Love Yourself: Tear y Love Yourself: Answer). A solo dos meses de su arranque, el proyecto consiguió 106 000 000 KRW adicionales, que incrementaron el total de los fondos a nivel global a 606 000 000 KRW. En noviembre de 2018, UNICEF Corea anunció que se había obtenido más de 1.6 billones de wones (1.4 millones USD).
En enero de 2018, BTS presentó plataformas de donación en colaboración con KakaoTalk así como stickers oficiales de la campaña. En septiembre del mismo año BTS dio un discurso acerca de la campaña en la Asamblea General de las Naciones Unidas. El líder del grupo, RM, habló en representación de la banda. Hasta junio de 2019, la cifra había superado los 2.4 billones y hasta marzo de 2021, se habían recaudado 3.3 billones KRW (2.98 millones USD) en todo el mundo.
En marzo de 2021, BTS renovó Love Myself por dos años más y se comprometió a otorgar 500 000 USD por año a UNICEF Corea.  También se convirtió en el patrocinador de la campaña global de Unicef #ENDViolence y donará 1 millón USD para 2022.

### Donaciones
La campaña es financiada de las siguientes maneras:
- 500 000 000 de wons donados por Big Hit Entertainment y los siete miembros de BTS.
- 3% de las ganancias por las ventas físicas de los álbumes de la serie Love Yourself.
- 100% de todas las ventas de mercancía oficial de la campaña Love Myself.
- Parte de los ingresos de las ventas de stickers oficiales de KakaoTalk y LINE para la campaña Love Myself.[34][42][43]
- La plataforma de contribución de Kakao Together Value with Kakao.[44]
- La plataforma de donación en línea de Naver Happy Bean.[45]
- Aportes recibidos a través de puntos de donación instalados por UNICEF.

### Logros
Hasta el 17 de enero de 2018, los fondos acumulados a nivel mundial sumaron cerca de 106 millones de wons. En general, se recaudó alrededor de 606 millones de wons. El hashtag #BTSLoveMyself ha sido usado en redes sociales más de 2 millones de veces. En noviembre de 2018 se anunció que la organización había recolectado más de 1.6 billones de wons, es decir, alrededor de $1.4 millones de USD.